# 鞠蕙汀
鞠 蕙汀（クク・ヘジョン、朝鮮語: 국혜정、1972年9月9日 - ）は、大韓民国の韓国放送公社（KBS）所属のアナウンサー。
父は全南道議会議員を経て、第15代総選挙で民主党の潭陽郡長城郡地域区選出の国会議員となった鞠瑲根であり、蕙汀はその一人娘である。
2003年12月12日、同社内のチョ・ソンウォン記者と挙式した。

## 学歴
- 1991年 - 1995年[要出典]、梨花女子大学校[4][1] 師範大学[要出典] 幼児教育科[4][1] (1991学番)[要出典]

## 経歴
- 1997年 第24期 KBS 公開採用のアナウンサー[1][2]